# Carl Ernst von der Lochau
Carl Ernst von der Lochau (* 25. März 1747; † 23. Juni 1817) war ein königlich-sächsischer Geheimer Rat und später königlich-preußischer Landrat.

## Leben
Er stammte aus dem Adelsgeschlecht von der Lochau und trat in den Dienst der Wettiner in Dresden. Am 11. April 1798 kaufte Carl Ernst von der Lochau als damaliger Geheimer Finanzrat von der Witwe Johanne Auguste Brigitte von Minkwitz deren Erb- und Allodialrittergut Niederglaucha im Amt Eilenburg ab.
Nach dem Wiener Kongress und der Abtretung etwa der Hälfte des sächsischen Territoriums an Preußen wechselte auch Carl Ernst von der Lochau die Seiten. Er verließ den sächsischen Staatsdienst und wurde 1816 im Kreis Bitterfeld erster preußischer Landrat. Allerdings war er nur kurz im Dienst, da er bereits im folgenden Jahr im Alter von 70 Jahren starb.

## Familie
Carl Ernst von der Lochau war verheiratet mit Johanne Charlotte geborene von Könneritz, der Schwester des Kammerherrn, auch Hof- und Justitienrates Julius Ferdinand von Könneritz in Dresden. Das Paar hinterließ die beiden Töchter Johanne Henriette Caroline (* 22. Januar 1780 in Roitzsch; 2. August 1850 in Riesa), verheiratet mit dem Kammerherrn Carl Gustav Freiherrn von Beust, und Charlotte Wilhelmine Sophie von Burgsdorff, verheiratet mit dem Geheimen Rat Ludwig Christoph von Burgsdorff.
Am 3. Oktober 1817 verkauften diese das Rittergut Niederglaucha an den königlich-preußischen Kammerherrn Christian Gottlieb Graf von Hohenthal auf Hohenprießnitz. Dieser starb am 12. Dezember 1835 ohne eheliche Nachkommen. Dessen beide Brüder Karl Friedrich Anton von Hohenthal auf Püchau und Karl Adolf von Hohenthal auf Knauthain erbten.